# Dia de Mujibnagar

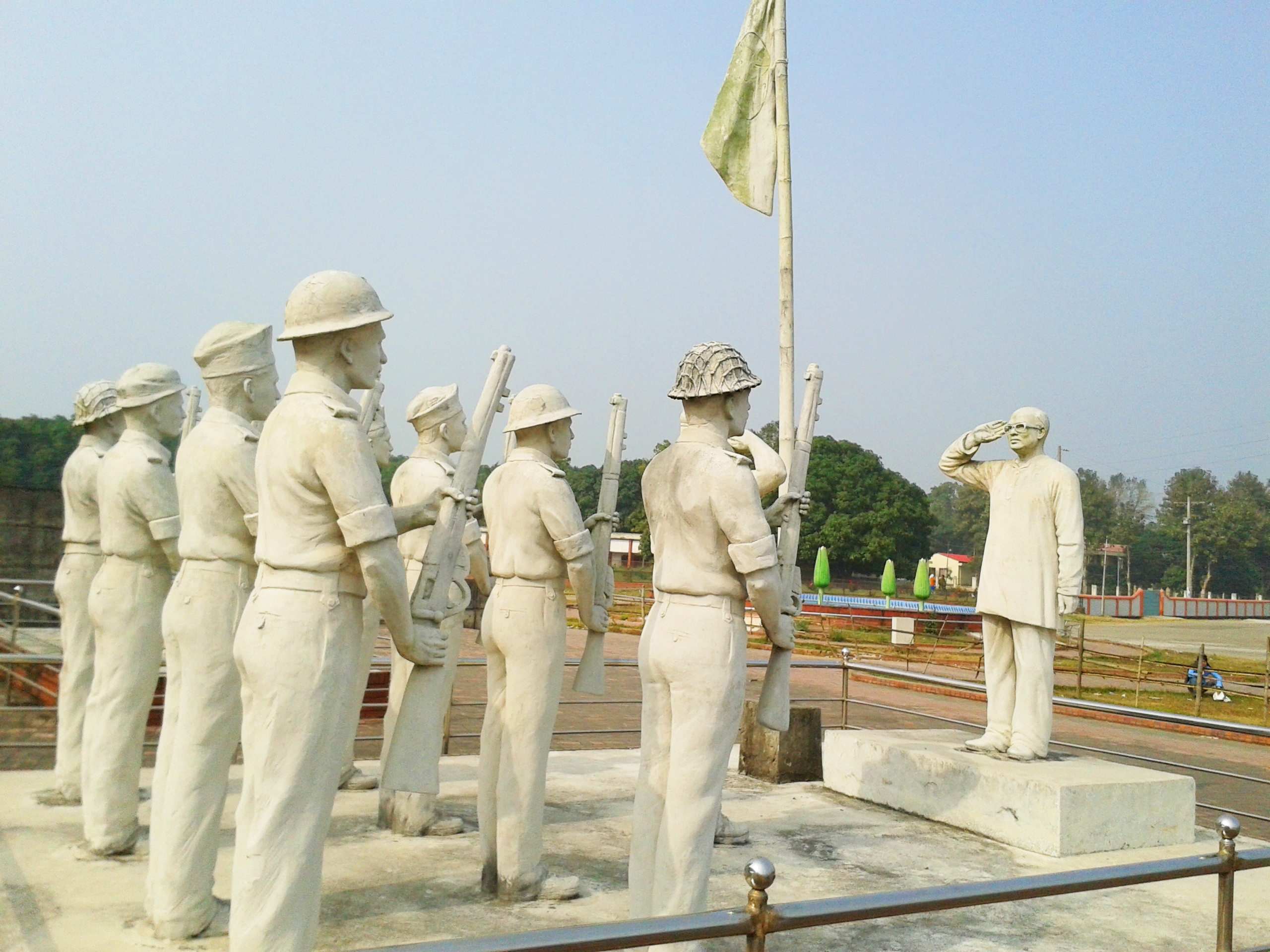
Em 17 de abril de 1971, o presidente interino Syed Nazrul Islam foi condecorado com a Guarda de Honra.

O Dia de Mujibnagar é comemorado em Bangladesh em 17 de abril de cada ano. Este dia está particularmente associado ao surgimento do Bangladesh como um território independente.

## História
Poucos dias após a Guerra de Libertação, o primeiro governo expatriado de Bangladesh, conhecido como governo Mujibnagar, foi formado em 10 de abril, e em 17 de abril, declarado o primeiro governo independente.
Bangladesh foi empossado na vila de Mango Garden (Ambanagan), em Vaidyanathtala (atual Mujibnagar), no distrito de Meherpur. O Sheikh Mujibur Rahman foi nomeado presidente deste governo. Mas ele foi então preso no Paquistão. Na sua ausência, o vice-presidente, Syed Nazrul Islam, atuou como presidente provincial. Tajuddin Ahmed assumiu como primeiro-ministro. Este governo desempenha um papel importante na condução da Guerra de Libertação e na construção da opinião pública e do apoio a esta guerra no país e no exterior. Após a formação deste governo, inúmeras pessoas lançaram-se na luta armada para libertar o país.

## Efeito
Neste dia, Sheikh Mujibur Rahman foi declarado o primeiro presidente de Bangladesh, enquanto Syed Nazrul Islam foi nomeado presidente interino na ausência de Sheikh Mujib. Tajuddin Ahmed foi nomeado primeiro-ministro, enquanto Khondoker Moshtaque Ahmed, o Capitão M Mansur Ali e AHM Qamaruzzaman foram nomeados membros do gabinete. O governo interino nomeou o General MAG Osmani como Comandante-em-Chefe do exército do Bangladesh, enquanto nomeou o Major-General Abdur Rob como chefe do Estado-Maior.